# Patricia Cornwell
Patricia Cornwell (Miami, 9 de juny de 1956 és una escriptora estatunidenca, especialitzada en gènere policíac i coneguda per les novel·les protagonitzades per la metgessa forense Kay Scarpetta, de les quals n'ha venut més de cent milions d'exemplars arreu del món.

## Biografia
Patricia Cornwell és descendent de l'escriptora abolicionista Harriet Beecher Stowe. Va tenir una infància difícil per l'abandonament del pare, quan tenia cinc anys, i els problemes psicològics de la seva mare. Va estudiar filologia anglesa al Davidson College, a Carolina del Nord. Es va graduar el 1979 i, posteriorment, va començar a treballar pel diari The Charlotte Observer com a reportera, entre altres coses, de temes criminals. De 1984 a 1990 va treballar als serveis forenses de Virgínia i, com a voluntària, a la policia de Richmond. Es va casar amb Charles Cornwell, un professor d'anglès disset anys més gran que ella. Després d'algunes relacions heterosexuals fallides, es va tornar a casar amb la neurocientífica Staci Gruber. Tant els seus coneixements forenses i policials, com trets de la seva vida personal (les problemàtiques relacions amb el seu pare o el lesbianisme), els ha aprofitat per a les seves novel·les.
El primer llibre que va escriure va ser una biografia de Ruth Bell Graham, A Time For Remembering (1983). El 1990 va publicar la seva primera novel·la de gènere negre, protagonitzada per Kay Scarpetta, Postmortem, que va rebre immediatament el reconeixement del públic i la crítica, amb premis com l'Edgar (1991).

## Obres

### Ficció

#### Sèrie de Kay Scarpetta
1. Postmortem (1990)
2. Body of Evidence (1991)
3. All That Remains (1992)
4. Cruel and Unusual (1993)
5. The Body Farm (1994)
6. From Potter's Field (1995)
7. Cause of Death (1996) [Causa de mort, 1999]
8. Unnatural Exposure (1997)
9. Point of Origin (1998)
10. Scarpetta's Winter Table  (1998)
11. Black Notice (1999)
12. The Last Precinct (2000)
13. Blow Fly (2003)
14. Trace (2004)
15. Predator (2005)
16. Book of the Dead (2007)
17. Scarpetta (2008)
18. The Scarpetta Factor (2009)
19. Port Mortuary (2010)
20. Red Mist (2011) [Boira vermella, 2012]
21. The Bone Bed (2012)
22. Dust (2013)
23. Flesh and Blood (2014)
24. Depraved Heart (2015)
25. Chaos (2016)

#### Sèrie de Andy Brazil & Judy Hammer
1. Hornet's Nest (1996)
2. Southern Cross (1999)
3. Isle of DoGs (2001)

1. At Risk (2006)
2. The Front (2008)

#### Llibres infantils
- Life's Little Fable (1999)

### No ficció
- A Time for Remembering: The Ruth Graham Bell Story (1983)
- Food to Die For: Secrets from Kay Scarpetta's Kitchen (2002)
- Portrait of a Killer: Jack the Ripper - Case Closed (2002)